# Bismuthinite
Ne doit pas être confondu avec Bismutite.
La bismuthinite est une espèce minérale correspondant au sulfure de bismuth(III) ou sesquisulfure de bismuth de formule Bi2S3. Ce minéral relativement rare, caractéristique de l'élément bismuth, peut contenir des traces des éléments Pb, Cu, Fe, As, Sb, Se, Te.
Découverte dans les filons hydrothermaux de haute température, le plus souvent en masses clivables, à textures foliacées ou fibreuses, elle est communément associée au bismuth natif Bi et à divers sulfures, dont certains lui sont apparentés comme la stibnite ou stibine Sb2S3 et l'orpiment As2S3. 

## Inventeur et étymologie
L'espèce a été décrite d'abord par le baron suédois Axel Fredrik Cronstedt in 1758 avec l'appellation latine visimutum sulphure mineralisatum (soit la minéralisation du sulfure de bismuth) dans ses Observations minéralogiques. Elle est surtout décrite à nouveau et pleinement renommée en français technique "bismuthine" par François Sulpice Beudant en 1832. Le nom choisi dérive de l'élément métal constituant, du latin "bisemutum", qui accompagne parfois le minéral à l'état natif. L'accolement du suffixe minéralogique -ite s'est imposé en suivant l'idée normalisatrice du classificateur américain James Dwight Dana, également proposée  en 1868 pour ne pas amplifier la confusion avec la bismite (oxyde de bismuth) et la bismutite (carbonate de bismuth basique), que la bismuthinite engendre par oxydation progressive.

## Topotype
La mine de Llallagua, Huanuni, Tazna Potosi Bolivie.

## Synonymie

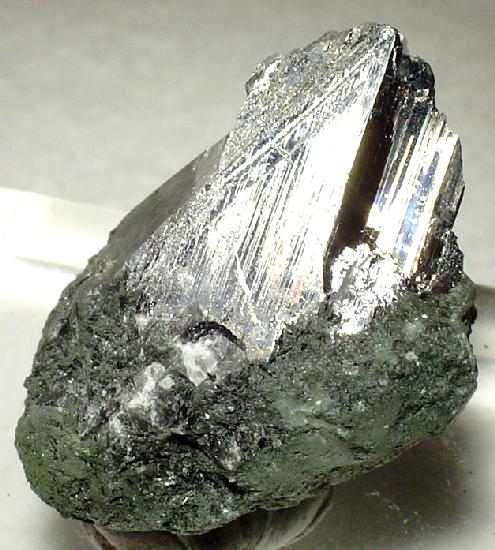
Bismuth-glance, mine du mont Biggenden, Queensland, Australie (3.0 x 2.5 x 2.0 cm)

- bismuthine[5]. Ce mot parfaitement synonyme est devenu en partie obsolète à cause de son ambivalence : il représente communément le bismuthane ou hydrure de bismuth BiH3 en chimie minérale.
- bismutholamprite, adaptation de la dénomination anglaise bismuth-glance ou germanique Wismuthglanz, cette dernière formulée par le minéralogiste Abraham Gottlob Werner en 1789. La bismuthinite était supposée être reconnue par le lustre, l'éclat ou la brillance métallique du métal bismuth qu'elle recelait, l'adjectif allemand metallglänzend indiquant simplement une luisance ou brillance métallique[6].
- bismutinite
- csiklovaite (parfois aussi le plus souvent mélange minéral, lire infra)

## Propriétés physique et chimiques
La bismuthine opaque, à éclat métallique est tendre, lourde de densité supérieur à 6 et inférieur à 6,8, elle est parfaitement clivable, en particulier souvent à l'ongle d'un doigt. Pour les structures en aiguilles ou en pointes aciculaires, le clivage est parallèle à l'axe d'allongement des aiguilles.
Sa couleur gris de plomb est plus claire que la stibine. L'oxydation à l'air lui a confère des teintes irisées. La bismuthinite s'oxyde le plus souvent en bismuthite.
Elle fond à la bougie comme la stibine. Chauffée, elle forme des globules sphériques. Elle ne devient pas liquide, mais se volatilise complètement lors de la fusion.
Elle est soluble dans l'acide nitrique à chaud. La floculation en soufre au degré d'oxydation 0 se remarque, et il se forme le sous-nitrate de bismuth.

### Cristallographie

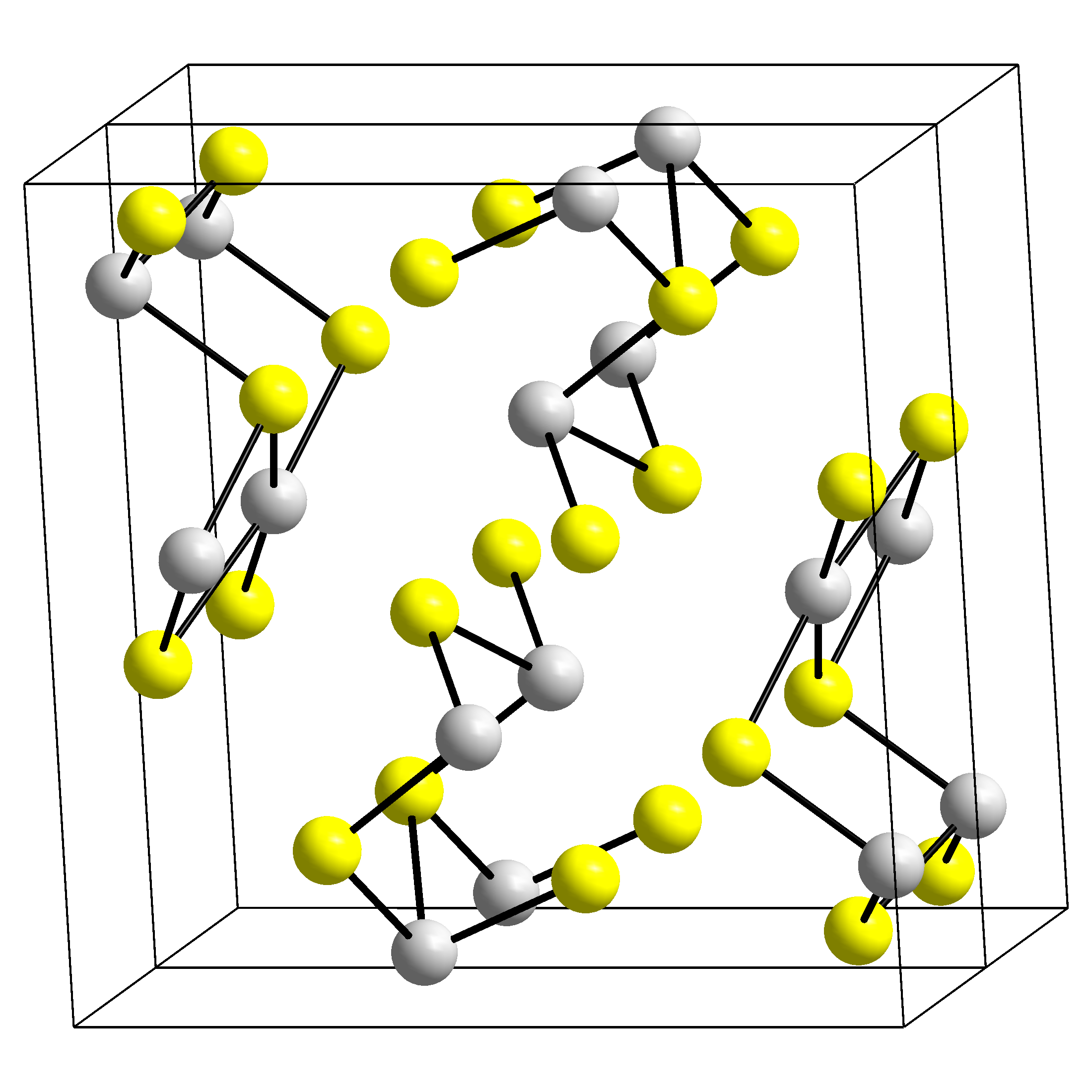
Structure cristalline de la bismuthinite, en jaune les atomes de soufre, en gris ceux de bismuth dans la maille

Les cristaux minces et allongés, rarement prismatiques, sont flexibles, mais non élastiques et parfaitement sectiles. Le clivage est net.
- Paramètres de la maille conventionnelle : a = 11.13, b = 11.27, c = 3.97, Z = 4 ; V = 497.98
- Densité calculée = 6,86

### Cristallochimie
Elle forme une série avec l’aïkinite (PbCuBiS3), d'une part et avec la stibine d'autre part.
Dans la classification de Dana, la bismuthine fait partie du groupe de la stibine qui comporte :
- la stibine Sb2S3,
- l'antimonsélite Sb2Se3,
- la bismuthinite Bi2S3,
- la guanajuatite Bi2Se3.

Ces quatre minéraux de formules chimiques semblables présentent des symétries cristallines identiques.
Dans la classification de Strunz, le groupe de la stibine ou stibnite élargie comporte par ordre : 
- l'antimonsélite
- la bismuthinite
- la guanajuatite
- la métastibine ou métastibnite Sb2S3, amorphe
- la stibine ou stibnite

La bismuthinite peut former des solutions solides avec la stibine.

## Gîtologie
Il s'agit d'un minéral typique des veines hydrothermales à moyenne ou haute température. Il est également présent dans les pegmatites granitiques, par exemple au Canada et au Mexique, où elle peut être associée à la tourmaline dans les filons recelant du cuivre.
Il se trouve aussi dans les rejets et dépôts laissés par des fumées et gaz volcaniques récents. 
Elle est associée, dans les veines hydrothermales, au bismuth natif et aux divers dérivés du bismuth, de l'antimoine ou de l'arsenic, aux divers minéraux comprenant les éléments argent, étain ou cobalt, cuivre, plomb et fer. En ce qui concerne l'étain, l'ancienne collection de Robert W. Whitmore sur les anciennes mines de Cornouailles dévoilait des échantillons, à première vue d'apparence banale avec la plupart des facettes quelconques ou grossièrement quartzeuses, mais avec une facette surprenante montant une insertion de bismuthinite en constellation d'aiguilles, de tiges ou de lamelles étroites cristallines. 
Elle est ainsi souvent associée à l'hématite et à la sidérite, à l'aïkinite, à l'arsénopyrite, à la stannite, à la galène, à la pyrite, à la chalcopyrite, à la wolframite, à la cassitérite, à la fluorine, au quartz et à la calcite.
Par sa dégradation, elle est associée à la bismutite et à la bismite. 

### Variétés et mélanges
3 variétés reconnues 
- bismuthinite antimonifère -  Mines de Vena, Hammar, Åmmeberg, Askersund, Närke, Suède [9]
- bismuthinite argentifère - Huangsha W-(Cu) deposit, Yudu., Ganzhou, Jiangxi, Chine [10]
- horobetsuite - Mine d'Horobetsu, Iburi, Hokkaido, Japon (plusieurs occurrences mondiales de cette variété contenant de l'antimoine)[11].

3 mélanges connus 
- cheleutite (Synonyme : kerstenite ou kersténite (Haidinger)) qui est un mélange de bismuthinite et de smaltite[12].
- csiklovaïte qui désigne en fait un mélange de tétradymite, bismuthinite, et galenobismutite, déclassée du rang d'espèce en 1991 par l'IMA.
- dognacskaïte ou dognacskite décrite par Jòzsef Krenner en 1884; en référence à la localité hongroise de Dognàcska. Espèce déclassée comme mélange de bismuthinite et de chalcocite.

### Gisements remarquables

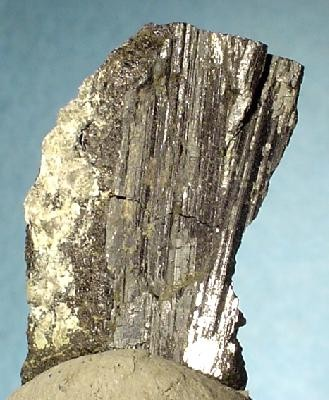
Bismuthinite lamellaire (2,9 x 1,9 x 1,5 cm), mine San Baldomera, La Paz, Bolivie

En France
- Mine de  Montredon-Labessonnie, Tarn, Midi-Pyrénées [13]
- Mine, de Prats de Mollo-La Preste -Pyrénées-Orientales, Languedoc-Roussillon [14]
- Mine de Montbelleux, Luitré, Ille-et-Vilaine [15]
- ancienne mine de Meymac, Corrèze

Dans le monde
- Allemagne

Schneeberg, Altenberg ou Johann-Georgenstadt, Saxe
- Australie

mine du Mont Biggenden, Queensland
- Bolivie

Cerro Rico, Potosí, département de Potosí
Huaina ou Huanuni (grands cristaux), districts de Llallagua, Tasna ou Tazna, Chorolque, département de Potosí
ancienne mine San Baldomero, Sorata, Province de Larecaja, Département de La Paz
- Canada

Jonquière, Québec
mine Jersey, district de Salmo, Colombie britannique
- Chine

Mine de Shangbao, district de Leiyang, préfecture d'Hengyang ou Yaogangxian Tungsten Mine, district de Yizhang, Province du Hunan
- États-Unis (beaux cristaux)

Californie
Colorado
Dakota du Sud
mine Victoria, district Dolly Varden, comté d'Elko ; dans les mines du district aurifères du comté Esmeralda, Nevada
Holts Ledge, Lyme, état du New Hampshire
Marysvale, Piute County, Utah
- Grande-Bretagne

anciennes mines d'étain, par exemple Fowey Consol's mine, Tywardreath, Saint Austell district, Cornouailles, Angleterre

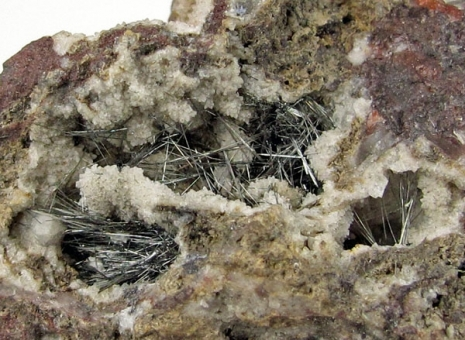
Aiguilles de bismuthinite jusqu'à 7 mm noyées dans du quartz, anciennes mines de Cornouailles.

Brandy Gill dans les Caldbeck Fells, Cumberland (bismuthinite piégée dans les quartz blancs avec molybdénite et apatite)
- Grèce

mine de l'île Serifos, archipel des Cyclades
- Hongrie

Rezbanya
- Italie

île d'Elbe
Mine de Brosso et Cálea, Lessolo/Brosso, pays Canavais, province de Turin, Piémont
Sardaigne
- Japon
- Mexique

Guanajuato
- Madagascar

Fefena
Ampangabe
- Norvège

Carrière de Landsverk 3 (avec la thortveitite), Evje og Hornnes, comté d'Aust-Agder (Agder oriental)
- Pérou

Cerro de Pasco
- République tchèque

Horní Slavkov (Schlaggenwald), Région de Karlovy Vary, Bohême
- Roumanie

Moravicza and Baita (Rezbanya)
- Suède

Riddarhyttan ou  Riddarhytta, Västmanland
Ädelfors, Jönköpings län
- Tchéquie

Joachimsthal

## Utilité
Il s'agit du principal minerai direct du métal ou corps simple bismuth, mais elle est en pratique assez peu utilisée mise à part en Amérique du Sud.
Elle peut être assez recherchée par les collectionneurs en minéralogie. Le quartz rose à bismuthinite, taillés en cabochon, sont appréciés en joaillerie. Cette silice qui contient des inclusions de bismuthinite, le plus souvent rectilignes, peuvent provenir de Madagascar.